# Liste des établissements publics (Tunisie)
Cette page présente une liste des établissements publics de Tunisie.
| Raison sociale                                                                                      | Sigle                 | Ministère de tutuelle                                                |
| --------------------------------------------------------------------------------------------------- | --------------------- | -------------------------------------------------------------------- |
| Agence foncière industrielle                                                                        | AFI                   | Ministère de l'Industrie                                             |
| Agence foncière d'habitation                                                                        | AFH                   | Ministère de l'Équipement                                            |
| Agence foncière touristique                                                                         | AFT                   | Ministère du Tourisme                                                |
| Agence municipale de gestion relevant de la municipalité de Tunis                                   | AMG                   | Ministère des Affaires locales                                       |
| Agence municipale des services environnementaux                                                     | AMSE                  | Ministère des Affaires locales                                       |
| Agence nationale de certification électronique                                                      | ANCE                  | Ministère des Technologies de la communication                       |
| Agence nationale de contrôle sanitaire et environnemental des produits                              | ANCSEP                | Ministère de l'Environnement                                         |
| Agence nationale de gestion des déchets                                                             | ANGED                 | Ministère de l'Environnement                                         |
| Agence nationale de la protection de l'environnement                                                | ANPE                  | Ministère de l'Environnement                                         |
| Agence nationale de la cybersécurité                                                                | ANC                   | Ministère des Technologies de la communication                       |
| Agence nationale pour l'emploi et le travail indépendant                                            | ANETI                 | Ministère de la Formation professionnelle et de l'Emploi             |
| Agence nationale de métrologie                                                                      | ANM                   | Ministère du Commerce                                                |
| Agence nationale de promotion pour la recherche et l'innovation                                     | ANPRI                 |                                                                      |
| Agence nationale des fréquences                                                                     | ANF                   | Ministère des Technologies de la communication                       |
| Agence nationale pour la maîtrise de l'énergie                                                      | ANME                  | Ministère de l'Industrie                                             |
| Agence Tunis Afrique Presse                                                                         | TAP                   | Présidence du gouvernement                                           |
| Agence tunisienne de coopération technique                                                          | ATCT                  | Ministère de l'Économie et de la Planification                       |
| Agence tunisienne de la formation professionnelle                                                   | ATFP                  | Ministère de la Formation professionnelle et de l'Emploi             |
| Agence tunisienne d'Internet                                                                        | ATI                   | Ministère des Technologies de la communication                       |
| Agence tunisienne de solidarité                                                                     | ATS                   | Ministère des Finances                                               |
| Agence tunisienne des transports terrestres                                                         | ATTT                  | Ministère du Transport                                               |
| Banque de financement des petites et moyennes entreprises                                           | BFPME                 | Ministère des Finances                                               |
| Banque de l'Habitat                                                                                 | BH                    | Ministère des Finances                                               |
| Banque nationale agricole                                                                           | BNA                   | Ministère des Finances                                               |
| Banque tunisienne de solidarité                                                                     | BTS                   | Ministère des Finances                                               |
| Caisse de prêts et de soutien des collectivités locales                                             | CPSCL                 | Ministère des Affaires locales                                       |
| Caisse nationale de sécurité sociale                                                                | CNSS                  | Ministère des Affaires sociales                                      |
| Caisse nationale d'assurance-maladie                                                                | CNAM                  | Ministère des Affaires sociales                                      |
| Caisse nationale de retraite et de prévoyance sociale                                               | CNRPS                 | Ministère des Affaires sociales                                      |
| Centre de maternité et de néonatalogie                                                              | CEMAN                 | Ministère de la Santé                                                |
| Centre de promotion des exportations                                                                | CEPEX                 | Ministère du Commerce                                                |
| Centre de recherches, d'études, de documentation et d'information sur la femme                      | CREDIF                | Ministère des Affaires de la femme                                   |
| Centre de recherches et d'études de sécurité sociale                                                | CRESS                 | Ministère des Affaires sociales                                      |
| Centre de traumatologie et des grands brûlés                                                        | CTGB                  | Ministère de la Santé                                                |
| Centre d'études et de recherches aéronautiques                                                      | CERA                  | Ministère du Transport                                               |
| Centre d'études et de recherches de télécommunication                                               | CERT                  | Ministère des Technologies de la communication                       |
| Centre d'information, de formation, de documentation et d'études en technologies des communications | CIFODECOM             | Ministère des Technologies de la communication                       |
| Centre d'information, de formation, d'études et de documentation sur les associations               | IFEDA                 | Présidence du gouvernement                                           |
| Centre informatique du ministère de la Santé publique                                               | CIMSP                 | Ministère de la Santé                                                |
| Centre informatique du ministère des Finances                                                       | CIMF                  | Ministère des Finances                                               |
| Centre international des technologies de l'environnement de Tunis                                   | CITET                 | Ministère de l'Environnement                                         |
| Centre national de formation continue et de promotion professionnelle                               | CNFCPP                | Ministère de la Formation professionnelle et de l'Emploi             |
| Centre national de formation des formateurs et de l'ingénierie de formation                         | CENAFFIF              | Ministère de la Formation professionnelle et de l'Emploi             |
| Centre national de la cartographie et de la télédétection                                           | CNCTD                 | Ministère de la Défense nationale                                    |
| Centre national de l'informatique                                                                   | CNI                   | Ministère des Technologies de la communication                       |
| Centre national des études agricoles                                                                | CNEA                  | Ministère de l'Agriculture                                           |
| Centre national des sciences et des techniques nucléaires                                           | CNSTN                 | Ministre de l’Enseignement supérieur et de la Recherche scientifique |
| Centre national pédagogique                                                                         | CNP                   | Ministère de l'Éducation                                             |
| Cité des sciences à Tunis                                                                           | CST                   | Ministre de l’Enseignement supérieur et de la Recherche scientifique |
| Cité nationale sportive                                                                             | CNS                   | Ministère de la Jeunesse et des Sports                               |
| Commissariat général au développement régional                                                      | CGDR                  | Ministère de l'Économie et de la Planification                       |
| Compagnie des phosphates de Gafsa                                                                   | CPG                   | Ministère de l'Industrie                                             |
| Compagnie des transports par pipelines au Sahara                                                    | TRAPSA                | Ministère de l'Industrie                                             |
| Compagnie tunisienne de forage                                                                      | CTF                   | Ministère de l'Industrie                                             |
| Compagnie tunisienne de navigation                                                                  | CTN                   | Ministère du Transport                                               |
| Compagnie tunisienne pour l'assurance du commerce extérieur                                         | COTUNACE              | Ministère du Commerce                                                |
| Complexe sanitaire du djebel El Oust                                                                | CSJO                  | Ministère de la Santé                                                |
| Conseil national d'accréditation                                                                    | TUNAC                 | Ministère de l'Industrie                                             |
| El Bouniane                                                                                         | EL BOUNIANE           | Ministère des Finances                                               |
| Entreprise tunisienne d'activités pétrolières                                                       | ETAP                  | Ministère de l'Industrie                                             |
| Fondation nationale d'amélioration de la race chevaline                                             | FNARC                 | Ministère de l'Agriculture                                           |
| Groupe chimique tunisien                                                                            | GROUPE CHIMIQUE       | Ministère de l'Industrie                                             |
| Hôpital Abderrahmane-Mami de pneumophistiologie                                                     | HPNEUM                | Ministère de la Santé                                                |
| Hôpital Aziza Othmana de Tunis                                                                      | HAO                   | Ministère de la Santé                                                |
| Hôpital Charles-Nicolle de Tunis                                                                    | HCNT                  | Ministère de la Santé                                                |
| Hôpital d'enfants                                                                                   | HE                    | Ministère de la Santé                                                |
| Hôpital Farhat-Hached de Sousse                                                                     | HFHS                  | Ministère de la Santé                                                |
| Hôpital Fattouma-Bourguiba de Monastir                                                              | HFB                   | Ministère de la Santé                                                |
| Hôpital Habib-Bourguiba de Sfax                                                                     | HHB                   | Ministère de la Santé                                                |
| Hôpital Habib-Thameur de Tunis                                                                      | HHT                   | Ministère de la Santé                                                |
| Hôpital Hédi-Chaker de Sfax                                                                         | HHCS                  | Ministère de la Santé                                                |
| Hôpital La Rabta de Tunis                                                                           | HRT                   | Ministère de la Santé                                                |
| Hôpital Mongi-Slim de La Marsa                                                                      | HMSM                  | Ministère de la Santé                                                |
| Hôpital Razi de La Manouba                                                                          | HRAZI                 | Ministère de la Santé                                                |
| Hôpital Sahloul de Sousse                                                                           | HSS                   | Ministère de la Santé                                                |
| Imprimerie officielle de la République tunisienne                                                   | IORT                  | Présidence du gouvernement                                           |
| Institut des régions arides                                                                         | IRA                   | Ministère de l'Agriculture                                           |
| Institut Hédi-Raïs d'ophtalmologie                                                                  | IHRO                  | Ministère de la Santé                                                |
| Institut Mohamed-Kassab d'orthopédie à Ksar Saïd                                                    | IMK                   | Ministère de la Santé                                                |
| Institut national de la météorologie                                                                | INM                   | Ministère du Transport                                               |
| Institut national de la normalisation et de la propriété industrielle                               | INNORPI               | Ministère de l'Industrie                                             |
| Institut national de la statistique                                                                 | INS                   | Ministère de l'Économie et de la Planification                       |
| Institut national de neurologie à Tunis                                                             | INN                   | Ministère de la Santé                                                |
| Institut national de nutrition et de technologies alimentaires                                      | INNA                  | Ministère de la Santé                                                |
| Institut Pasteur de Tunis                                                                           | IPT                   | Ministère de la Santé                                                |
| Institut Salah-Azaïz                                                                                | ISA                   | Ministère de la Santé                                                |
| Institut tunisien de compétitivité et des études quantitatives                                      | ITCEQ                 | Ministère de l'Économie et de la Planification                       |
| Institut tunisien des études stratégiques                                                           | ITES                  | Présidence de la République                                          |
| Laboratoire central d'analyses et d'essais                                                          | LCAE                  | Ministère de l'Industrie                                             |
| La Société de promotion du lac de Tunis                                                             | SPLT                  | Ministère de l'Équipement                                            |
| Manufacture des tabacs de Kairouan                                                                  | MTK                   | Ministère des Finances                                               |
| Office de développement de Rjim Maâtoug                                                             | ODRM                  | Ministère de la Défense nationale                                    |
| Office de développement du Centre-Ouest                                                             | ODCO                  | Ministère de l'Économie et de la Planification                       |
| Office de développement du Nord-Ouest                                                               | ODNO                  | Ministère de l'Économie et de la Planification                       |
| Office de développement du Sud                                                                      | ODS                   | Ministère de l'Économie et de la Planification                       |
| Office de développement sylvo-pastoral du Nord-Ouest                                                | ODESYPANO             | Ministère de l'Agriculture                                           |
| Office de la marine marchande et des ports                                                          | OMMP                  | Ministère du Transport                                               |
| Office de la topographie et du cadastre                                                             | OTC                   | Ministère de l'Équipement                                            |
| Office de l'aviation civile et des aéroports                                                        | OACA                  | Ministère du Transport                                               |
| Office de l'élevage et des pâturages                                                                | OEP                   | Ministère de l'Agriculture                                           |
| Office de logements des cadres actifs du ministère de l'Intérieur                                   | OLMI                  | Ministère de l'Intérieur                                             |
| Office des céréales                                                                                 | OFFICE CEREALES       | Ministère de l'Agriculture                                           |
| Office des logements des magistrats et des personnels du ministère de la Justice                    | OLMJ                  | Ministère de la Justice                                              |
| Office des logements des personnels du ministère des Finances                                       | OLMF                  | Ministère des Finances                                               |
| Office des logements du personnel du ministère de l'Education                                       | OLPEN                 | Ministère de l'Éducation                                             |
| Office des logements militaires                                                                     | OLM                   | Ministère de la Défense nationale                                    |
| Office des terres domaniales                                                                        | OTD                   | Ministère de l'Agriculture                                           |
| Office des Tunisiens à l'étranger                                                                   | OTE                   | Ministère des Affaires sociales                                      |
| Office du commerce de Tunisie                                                                       | OCT                   | Ministère du Commerce                                                |
| Office du thermalisme                                                                               | OT                    | Ministère de la Santé                                                |
| Office national de la famille et de la population                                                   | ONFP                  | Ministère de la Santé                                                |
| Office national de la protection civile                                                             | ONPC                  | Ministère de l'Intérieur                                             |
| Office national de l'artisanat                                                                      | ONAT                  | Ministère du Tourisme                                                |
| Office national de l'assainissement                                                                 | ONAS                  | Ministère de l'Environnement                                         |
| Office national de la télédiffusion                                                                 | ONTEL                 | Présidence du gouvernement                                           |
| Office national de l'huile                                                                          | ONH                   | Ministère de l'Agriculture                                           |
| Office national des mines                                                                           | ONM                   | Ministère de l'Industrie                                             |
| Office national des postes                                                                          | TUNISIE POSTES        | Ministère des Technologies de la communication                       |
| Office national du tourisme tunisien                                                                | ONTT                  | Ministère du Tourisme                                                |
| Organisme tunisien des droits d'auteur et des droits voisins                                        | OTDAV                 | Ministère de la Culture                                              |
| Palais des sciences de Monastir                                                                     | PSM                   | Ministre de l’Enseignement supérieur et de la Recherche scientifique |
| Pharmacie centrale de Tunisie                                                                       | PCT                   | Ministère de la Santé                                                |
| Pôle Elghazala des technologies de la communication                                                 | GTC                   | Ministère des Technologies de la communication                       |
| Radio tunisienne                                                                                    | RADIO TUNISIENNE      | Présidence du gouvernement                                           |
| Régie des alcools                                                                                   | REGIE ALCOOLS         | Ministère des Finances                                               |
| Régie nationale des tabacs et des allumettes                                                        | RNTA                  | Ministère des Finances                                               |
| Société de loisirs touristiques                                                                     | SGC                   | Ministère du Tourisme                                                |
| Société de promotion de logements sociaux                                                           | SPROLS                | Ministère de l'Équipement                                            |
| Société des courses                                                                                 | STE DES COURSES       | Ministère de l'Agriculture                                           |
| Société des études et de promotion de Tunis-Sud                                                     | SEPTS                 | Ministère de l'Équipement                                            |
| Société des industries pharmaceutiques de Tunisie                                                   | SIPHAT                | Ministère de la Santé                                                |
| Société des services nationaux et des résidences                                                    | SNR                   | Présidence de la République                                          |
| Société des transports de Tunis                                                                     | TRANSTU               | Ministère du Transport                                               |
| Société des travaux ferroviaires                                                                    | SOTRAFER              | Ministère du Transport                                               |
| Société de transport du Sahel                                                                       | STS                   | Ministère du Transport                                               |
| Société de transport et d'hydrocarbures par pipeline au Sahara                                      | SOTRAPIL              | Ministère de l'Industrie                                             |
| Société d'étude et d'aménagement des côtes Nord de la ville de Sfax                                 | SEACNVS               | Ministère de l'Équipement                                            |
| Société d'exploitation du canal et des adductions des eaux du Nord                                  | SECADENORD            | Ministère de l'Agriculture                                           |
| Société du Djebel Djerissa                                                                          | SDD                   | Ministère de l'Industrie                                             |
| Société du réseau ferroviaire rapide de Tunis                                                       | RFR                   | Ministère du Transport                                               |
| Société El Louhoum                                                                                  | EL LOUHOUM            | Ministère du Commerce                                                |
| Société générale d'entreprises de matériel et de travaux                                            | SOMATRAGET            | Ministère de l'Équipement                                            |
| Société La Foire de Nabeul                                                                          | FOIRE DE NABEUL       | Ministère du Commerce                                                |
| Société Les Ciments d'Oum El Kélil                                                                  | CIOK                  | Ministère de l'Industrie                                             |
| Société nationale de distribution des pétroles                                                      | SNDP                  | Ministère de l'Industrie                                             |
| Société nationale de cellulose et de papier alfa                                                    | SNCPA                 | Ministère de l'Industrie                                             |
| Société nationale de la protection des végétaux                                                     | SONAPROV              | Ministère de l'Agriculture                                           |
| Société nationale des chemins de fer tunisiens                                                      | SNCFT                 | Ministère du Transport                                               |
| Société nationale d'exploitation et de distribution des eaux                                        | SONEDE                | Ministère de l'Agriculture                                           |
| Société nationale de transport interurbain                                                          | SNTRI                 | Ministère du Transport                                               |
| Société nationale immobilière de Tunisie                                                            | SNIT                  | Ministère de l'Équipement                                            |
| Société nationale immobilière de Tunisie du Nord                                                    | SNIT NORD             | Ministère de l'Équipement                                            |
| Société nationale immobilière de Tunisie du Sud                                                     | SNIT SUD              | Ministère de l'Équipement                                            |
| Société nationale immobilière Snit Centre                                                           | SNIT CENTRE           | Ministère de l'Équipement                                            |
| Société nouvelle d'impression, de presse et d'édition                                               | SNIPE                 | Présidence du gouvernement                                           |
| Société Promogolf de Carthage                                                                       | SLT                   | Ministère du Tourisme                                                |
| Société Promogolf de Hammamet                                                                       | SPH                   | Ministère du Tourisme                                                |
| Société Promogolf de Monastir                                                                       | SPM                   | Ministère du Tourisme                                                |
| Société Promosport                                                                                  | PROMOSPORT            | Ministère de la Jeunesse et des Sports                               |
| Société régionale de transport de Gafsa                                                             | SRTG GAFSA            | Ministère du Transport                                               |
| Société régionale de transport de Béja                                                              | SRTG BEJA             | Ministère du Transport                                               |
| Société régionale de transport de Bizerte                                                           | SRTG BIZERTE          | Ministère du Transport                                               |
| Société régionale de transport de Gabès                                                             | SOTREGAMES            | Ministère du Transport                                               |
| Société régionale de transport de Jendouba                                                          | SRTG JENDOUBA         | Ministère du Transport                                               |
| Société régionale de transport de Kairouan                                                          | SORETRAK              | Ministère du Transport                                               |
| Société régionale de transport de Kasserine                                                         | SRTG KASSERINE        | Ministère du Transport                                               |
| Société régionale de transport de Médenine                                                          | SRTG MEDENINE         | Ministère du Transport                                               |
| Société régionale de transport de Nabeul                                                            | SRTG NABEUL           | Ministère du Transport                                               |
| Société régionale de transport de Sfax                                                              | SORETRAS              | Ministère du Transport                                               |
| Société régionale de transport du Kef                                                               | SRTG LE KEF           | Ministère du Transport                                               |
| Sociétes des ciments de Bizerte                                                                     | CB                    | Ministère de l'Industrie                                             |
| Société Tunisie Autoroutes                                                                          | TUNISIE AUTOROUTES    | Ministère de l'Équipement                                            |
| Société tunisienne d'assurances et de réassurances                                                  | STAR                  | Ministère des Finances                                               |
| Société tunisienne d'aviculture                                                                     | SOTAVI                | Ministère de l'Agriculture                                           |
| Société tunisienne de banque                                                                        | STB                   | Ministère des Finances                                               |
| Société tunisienne de l'air                                                                         | TUNIS AIR             | Ministère du Transport                                               |
| Société tunisienne de l'électricité et du gaz                                                       | STEG                  | Ministère de l'Industrie                                             |
| Société tunisienne de sidérurgie                                                                    | EL FOULADH            | Ministère de l'Industrie                                             |
| Société tunisienne des industries de raffinage                                                      | STIR                  | Ministère de l'Industrie                                             |
| Société tunisienne des marchés de gros                                                              | SOTUMAG               | Ministère du Commerce                                                |
| Société tunisienne du sucre                                                                         | ST SUCRE              |                                                                      |
| Société tunisienne du gazoduc trans-tunisien                                                        | SOTUGAT               | Ministère de l'Industrie                                             |
| Télévision tunisienne                                                                               | TELEVISION TUNISIENNE | Présidence du gouvernement                                           |
| Théâtre national                                                                                    | TN                    | Ministère de la Culture                                              |
| Tunisie Télécom                                                                                     | TUNISIE TELECOM       | Ministère des Technologies de la communication                       |
| Tunisie TradeNet                                                                                    | TTN                   | Ministère des Technologies de la communication                       |